# Grodztwo (powiat inowrocławski)
Grodztwo – wieś w Polsce, położona w województwie kujawsko-pomorskim, w powiecie inowrocławskim, w gminie Kruszwica.

## Podział administracyjny
Wieś królewska położona w II połowie XVI wieku w powiecie kruszwickim województwa brzeskokujawskiego, należała do starostwa kruszwickiego. W latach 1975–1998 miejscowość należała administracyjnie do województwa bydgoskiego.

## Demografia
Według Narodowego Spisu Powszechnego (III 2011 r.) wieś liczyła 639 mieszkańców. Jest drugą co do wielkości miejscowością gminy Kruszwica.